# Karolina Kroiß
Karolina Kroiß OSB (* 24. Dezember 1862 in Abensberg, Landkreis Kelheim; † 5. Juli 1927 in Eichstätt) war eine deutsche Benediktinerin.

## Leben
Karolina Kroiß wurde – am Heiligabend – als Tochter eines Bezirkshauptlehrers und Chorleiters geboren. Sie hatte zehn Geschwister, drei erreichten das Erwachsenenalter.
Zunächst arbeitete sie, wie alle ihre Geschwister, als Lehrerin. Es folgten Stellen in Roning, dann in Neustatt a. D., Perlesreut und Metten. Die Erfahrung an der Schule der Abtei Metten führte zu ihrem Entschluss, selber nach der Regel des hl. Benedikt zu leben. Im Oktober 1892 trat sie in die Abtei St. Walburg ein und legte am 9. August 1894 die feierliche Profess ab. Ihr Namenspatron als Ordensfrau war der hl. Karl Borromäus. Sie arbeitete als Lehrerin in der dem Kloster anvertrauten Schule. Am 14. September 1898 wurde sie zur Assistentin von Priorin Eduarda Schnitzer gewählt. Am 2. Februar 1902 wurde sie zur neuen Priorin gewählt.
Kroiß setzte sich für epochale Umstellungen ein: Strom- und Wasserleitungen wurden zum ersten Mal im Kloster gelegt, ebenso wurden Zellen ausgebaut. Sie engagierte sich für bauliche, gesundheitliche und monastische Erneuerung ein und forderte – auch gegen Widerstände – strengere klösterliche Disziplin im Konvent. Äbtissin Karolina führte die „Grauen Schwestern“ ein, die zwar nicht Kapitelrechte hatten, aber körperliche Arbeit in der Landwirtschaft übernahmen und eine bessere Verbindung zwischen Klausur und Außenwelt ermöglichten. Ebenso schuf Kroiß eine Möglichkeit der Bindung von Lehrerinnen an den Konvent, in dem sie das Oblatenkleid tragen durften und entsprechend lebten. In einer Zeit geringer Geldmittel schaffte sie eine auffällig hohe Anzahl von Büchern für die Klosterbibliothek an. Über Jahre hinweg erhielt sie Beratung und Unterstützung vom Spiritual des Klosters, dem angesehenen Dogmatikprofessor Martin Grabmann.
Sie setzte Kräfte dafür in Bewegung, dass 1913 eine Zeitschrift für Schulabsolventinnen und Freunde des Klosters gegründet wurde. Die Walburgisblätter (mit dem Fachblatt Die christliche Schule verbunden) erschien über zwei Jahrzehnte bis zur Einstellung im Nationalsozialismus.
Als 1914 das Kloster von Ludwig III. wieder zur Abtei erhoben wurde, wurde Kroiß einstimmig zur Äbtissin gewählt. Es war die erste Äbtissinenwahl seit 115 Jahren. Die neue Äbtissin nahm das Bibelwort Ecce ancilla Domini („Siehe, die Magd des Herrn“) als Wahlspruch. Am 23. April 1914 wurde sie durch Johannes Leo von Mergel, den Bischof von Eichstätt benediziert. Das Brustkreuz legte ihr Adelgunde von Bayern um. Baron von Cramer-Klett schenkte der Abtei zum Anlass einen Äbtissinenstab. Weil Mergel vor seiner Bischofserhebung Abt von Metten gewesen war, verband die zwei Hirten eine ähnliche Sichtweise. 1926 trat Äbtissin Karolina von der Leitung der Abtei zurück. Benedicta von Spiegel wurde ihre Nachfolgerin.
Am 5. Juli 1927 starb Karolina Kroiß im Kloster und wurde am 7. Juli in der Äbtissinnengruft beigesetzt.